# San Antonio, Tolima
San Antonio är en ort i Colombia.   Den ligger i departementet Tolima, i den centrala delen av landet, 170 km väster om huvudstaden Bogotá. San Antonio ligger 1 431 meter över havet och antalet invånare är 5 185.
Terrängen runt San Antonio är huvudsakligen bergig, men den allra närmaste omgivningen är kuperad. San Antonio ligger nere i en dal. Runt San Antonio är det ganska glesbefolkat, med 43 invånare per kvadratkilometer. San Antonio är det största samhället i trakten. I omgivningarna runt San Antonio växer i huvudsak städsegrön lövskog.